# Ala (déesse)
Pour les articles homonymes, voir Ala (homonymie), Ana, ANI, ALE et Ali.
Ala (nom signifiant « Terre »), également appelée Ani, Ana, Ale ou Ali selon les dialectes, est l'une des divinités les plus importantes de la mythologie igbo. Fille du dieu suprême Chukwu (en), elle est à la fois déesse de la Terre, de la fertilité, de la justice, de la morale et des ancêtres.
Elle règne sur le monde des ancêtres, c'est-à-dire sous terre. Les Igbos considèrent que les morts enterrés sont ensuite transformés en terre et donc accueillis dans le corps de la déesse. Elle est à l'origine de la sacralisation de la terre. Elle est notamment vénérée lors de la fête du Yam, une fête de la moisson de l'igname.
En tant que déesse de la justice et de la morale, Ala est celle qui décide des tabous. Elle veille aux droits et coutumes igbos, qui sont désignés sous le terme « Omenala ».
À l'origine de la fertilité de la terre, elle est aussi responsable de la fécondité. Elle protège ainsi à la fois les mères et les enfants. Ala est d'ailleurs souvent représentée accompagnée d'un enfant. Elle est même considérée comme la mère des Igbos.
Le python est son animal messager. La présence de ce serpent est donc vu comme un bon signe. Le croissant de lune est un autre élément associé à Ala.